# Vývoj nábytkářského průmyslu
Vývoj nábytkářského průmyslu v Brně (VNP) byl rezortní výzkumný ústav zabývající se nábytkovým designem. 

## Historie
Byl zřízen Ministerstvem lesa a dřevařského průmyslu k 1. lednu 1954, které tak reagovalo na poválečný nedostatek bytů a bytového vybavení. O vznik VNP se zasloužil zejména architekt Jindřich Halabala. Ústav umístěný v Brně byl roku 1978 přejmenován na Výzkumný a vývojový ústav nábytkářský v Brně (VVÚN). Sídlo vedení podniku bylo v ulici Jeřábkova 5 v Brně a provozy měl v Uherském Hradišti, v Brně, v Bystřici pod Hostýnem, Moravském Písku a v Praze. 
VNP navázal na činnost Čs. závodů dřevozpracujících (ČZD), do nichž byl po znárodnění soustředěn dřevařský průmysl, a Vývojového a výzkumného střediska dřevoprůmyslu (VVSD) ustaveného 1948 v Praze. Předstupněm VNP byl Vývojový ústav dřevoprůmyslových výrobků, který byl zřízen 1. 1. 1953. 
VNP vyvíjel nové konstrukce a tvary výrobků a připravoval odborné podklady v oblasti mechanizace a automatizace. Odborným základem byla skupina
zaměstnanců ze Spojených uměleckoprůmyslových závodů. VNP po mnoho let významně ovlivňoval vzhled nábytku, který se vyráběl v Československu, ale i způsob, jak se vyráběl a z čeho se vyráběl. Podnik zanikl v 1990.